# Saadia Adani
Pour les articles homonymes, voir Saadia (homonymie) et Adani (homonymie).
Saadia (ou Sa'id) ben David al-Adani, rabbin, exégète de la Bible et de la Loi juive, médecin et philosophe, est l'un des plus grands érudits juifs yéménites du XVe siècle.

## Éléments biographiques
Saadia aurait, d'après son surnom, vécu à Aden ; il pourrait toutefois être originaire ou avoir résidé à Dhamar, à environ 100 kh de Sanaa, étant aussi connu sous le surnom d'Al-Damari. En 1451, il se trouve à Aden, où il copie le dictionnaire de Tanhum Yeroushalmi. Il émigre en terre d'Israël quelque temps plus tard, et s'établit à Safed, où il rédige une partie de son œuvre.
Il semble avoir séjourné en Syrie entre 1473 et 1485, principalement à Damas et Alep ; cependant, il indique avoir achevé l'un de ses derniers ouvrages, un commentaire sur le Yad Hahazaka de Moïse Maïmonide, en 1485 en Haute-Galilée. Le rabbin italien Ovadia de Bertinoro mentionne l'avoir rencontré alors qu'il est occupé à rédiger ce livre. Il meurt sans doute à Safed, peu après. Selon Yehouda Razhabi, il y aurait légué les responsa de Rabbi Yehoshoua HaNaggid, un descendant de Moïse Maïmonide ; ceux-ci seraient parvenus dans les mains de Maran Yosseph Caro, l'auteur du Choulhan Aroukh, qui les mentionne dans deux de ses autres livres, le Kessef Mishneh et le Beit Yossef.

## Œuvre
Saadia Adani est l'auteur de plus de vingt-cinq livres, dont certains ont été écrits à la demande de disciples. Ces livres couvrent la plupart de ses domaines de savoir, à savoir la Torah, la philosophie, la médecine et l'astronomie. Rédigés en hébreu biblique, en arabe, en judéo-arabe ou en judéo-araméen, ils n'en reste pour la plupart que des fragments.
Il semble avoir rédigé plusieurs commentaires bibliques, dont le Hemdat Israël, un commentaire sur la Torah et les haftarot et, peut-être, le Midrash Habeour (rédigé par Saadia ben David de Dhamar). 
Il est également l'auteur d'un commentaire sur le Yad Hahazaka de Moïse Maïmonide, et a copié un commentaire d'un auteur arabe sur les premières sections philosophiques de cette œuvre. Ces commentaires sur l'œuvre de Maïmonide semblent avoir acquis une certaine renommée, et sont décrits en termes élogieux par le rabbin et voyageur Zechariah al-Dahiri, dans son Sefer Hamoussar (livre 3, ligne 195). 
Saadia a par ailleurs composé des hymnes philosophiques en arabe et en hébreu ; il a aussi publié en son nom et sous le titre de Zakat al-Nufus un travail de l'auteur arabe Al-Ghazali sur les opinions des philosophes. Un fragment manuscrit autographe de ce pseudépigraphe est conservé à la bibliothèque de Saint-Pétersbourg.

## Sources
- (he) Cet article est partiellement ou en totalité issu de l’article de Wikipédia en hébreu intitulé « סעדיה עדני » (voir la liste des auteurs).
- Cet article contient des extraits de l'article « SAADIA (SA'ID) B. DAVID AL-ADENI » par Joseph Jacobs & Meyer Kayserling de la Jewish Encyclopedia de 1901–1906 dont le contenu se trouve dans le domaine public.